# Place de Chambre
La place de Chambre est située à Metz en Moselle.

## Situation et accès
Située au pied de la cathédrale, la place de Chambre communique avec celle-ci par la rue d'Estrées et la place Saint-Étienne. Elle est considérée comme une des plus anciennes places de Metz à avoir gardé sa morphologie d'origine, malgré les aménagements du quartier de la cathédrale par Blondel au XVIIIe siècle.

## Origine du nom
Le nom de la place provient des chambres particulières édifiées par les chanoines de la cathédrale au XIe siècle, dès lors la place sera vite appelée Ad Cameras, qui sera plus tard traduit en français par en Chambres. Pendant de l'annexion allemande de 1870, on la nomme Kammerplatz ("place de Chambre") et Fischmarkplatz ("place du marché au poisson") pendant celle de 1940.

## Historique
Apparue au Xe siècle lorsqu'elle est englobée dans la muraille épiscopale, elle succède à un ancien faubourg des berges de la Moselle, le Suburbium Sanct Stefani (ou "faubourg Saint-Étienne"), alors à l'extérieur des remparts romains. Elle accueille vite un des premiers (voire le premier) marchés de la ville, qui dès le XIe siècle se développera en parallèle du marché de la future place Saint-Louis, un faubourg qui ne sera protégé qu'au XIIIe siècle. 
Philippe de Vigneulles, célèbre chroniqueur médiéval Messin, mentionne l'histoire de la place de Chambre dans sa fameuse Chronique : « l'autrez partie [des propriétés confisquées aux templiers] fut donnée audit chevalier de Sainct Jehan de Rode, desquelles pareillement, dedens la cité, et en ung des trois viez chaistiaulx de la premier fondacion d'icelle, en avoit estés fait ung priourés, lequelle ajourd'uy y est encor. Et fut ce priourés fait chambre de touctes la province de par dessa pour lesdit chevalier de Rode. Parquoy toutte la plaisse et le merchief fut appellés la plaisse de Chambre; et encor est aujourd'ui ainssy appellée. »
Au XVIIIe siècle, le quartier de la cathédrale est totalement refondu grâce au maréchal de Belle-Isle, qui engage l'architecte Jacques-François Blondel dont le projet consiste à ouvrir la cathédrale sur un système composé de trois places publiques (place d'Armes, de la cathédrale - future place Jean-Paul II - et Saint-Étienne) complétée par la place de Chambre en contrebas. À la suite de ces transformations, elle verra son flanc est totalement reconstruit, perdant son église médiévale et ses arcades au profit du nouveau palais épiscopal, du parvis Saint-Étienne et de ses bâtiments annexes.

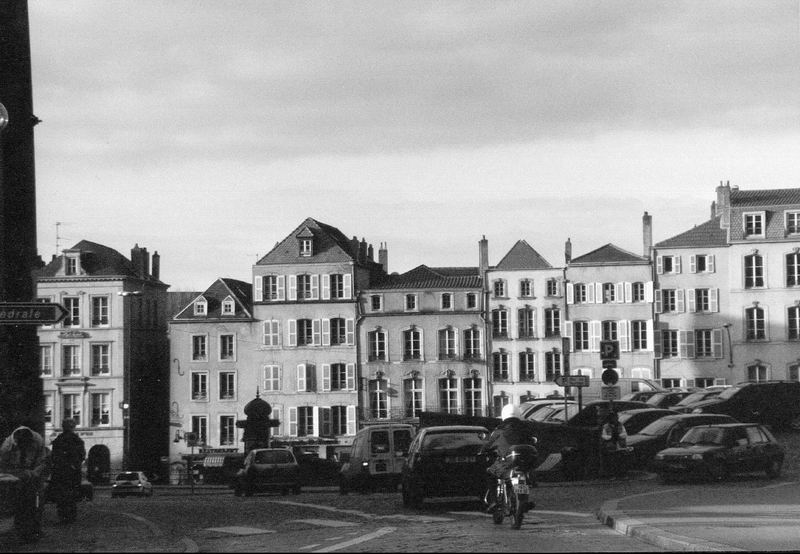
Vue de la rue d'Estrées en 2003

## Bâtiments remarquables et lieux de mémoire
D'abord connue comme un marché prolifique, conté dans un poème du Moyen Âge, elle accueillait en plus de ses ventes de fruits, grains, bêtes (ayant persisté jusqu'au XXe siècle), s'y déroulait régulièrement des représentations des mystères liturgiques. De plus, l'ancien tilleul situé devant l'église paroissiale disparue servait de lieu privilégié pour les réunions publiques et les fêtes.
Le sol de la place est plusieurs fois rehaussé : au XVIIIe siècle pour la construction du pont de la Préfecture, et en 1925 est ajouté un mur de soutènement en bas de la rue d'Estréés avec un garde-corps afin de réduire le dénivelé.